# Daoyuan
El Daoyuan (en mandarín: 道院) o Guiyidao (en mandarín: 皈依道) es un grupo religioso chino que surgió a principios del siglo XX a partir de la secta Xiantiandao, una corriente religiosa que promueve el sincretismo, nacida en el siglo XVIII a partir del movimiento Quanzhendao, una escuela y una rama del taoísmo religioso que surgió en el norte de China bajo el gobierno de la dinastía yurchen. El grupo Daoyuan aspira a unificar el taoísmo, el confucianismo, el budismo y otras religiones como el cristianismo y el islam.
El Daoyuan tiene sus orígenes en un grupo religioso del distrito de Bincheng, situado en la provincia china de Shandong, fundado por el chino Wu Fuyong y dirigido por Liu Shaoji, llamado "sociedad del tao y la virtud".
En 1916, el Daoyuan empezó a reclutar a nuevos miembros entre las diversas capas de la sociedad: el pueblo llano, la burguesía y los funcionarios.
En 1918, la sociedad se instaló en Jinan, la capital de la provincia de Shandong, y cambió su nombre para llamarse Daoyuan en 1921.
El grupo era muy cercano a ciertos círculos gubernamentales, el Daoyuan se extendió rápidamente desde la provincia de Shandong hasta Pekín, y a otras ciudades a lo largo de la orilla del río Yangtsé. Algunas sucursales fueron igualmente fundadas en el Imperio Japonés. En Japón, fueron establecidas relaciones cordiales con la religión japonesa Omoto-kyo.
La filosofía del Daoyuan está basada en la creencia en la universalidad de los valores contenidos en tres religiones: taoísmo, confucianismo y budismo. Su texto religioso principal es el Taiyi beiji zhenjing, un texto de inspiración taoísta. La secta ha desarrollado una estructura interna compleja dividida en 6 departamentos: administración, meditación, escritura, textos, filantropía y predicación.
Los servicios a la comunidad y la filantropía, son las actividades más visibles de la organización. El movimiento Daoyuan es conocido por haber creado la Sociedad Mundial de la Esvástica Roja.
La sociedad de la esvástica roja fue fundada como una imitación de la Cruz Roja, fue oficialmente registrada en 1922. El esvástica roja contribuyó a evacuar a los heridos y enterrar a las víctimas de la Masacre de Nankín, sus documentos constituyen una fuente básica de información relacionada con ese trágico acontecimiento.
En 1949 los contactos políticos del Daoyuan, y el acuerdo firmado por la esvástica roja con el ocupante japonés, para poder actuar en Nankín, provocaron un prejuicio por parte del gobierno comunista hacia el grupo. Después de la guerra civil china, el Daoyuan fue prohibido por el régimen comunista. El movimiento conserva todavía secciones en Hong Kong, Taiwán, Singapur, Japón, Malasia, Canadá y los Estados Unidos. Desde 1950, la ciudad de Hong Kong ha sido la sede mundial y el centro administrativo del Daoyuan.